# Anairetes nigrocristatus
Anairetes nigrocristatus là một loài chim trong họ Tyrannidae.